# ساروس (نوشهر)
ساروس، روستایی است از توابع بخش کجور شهرستان نوشهر در استان مازندران ایران.

## جمعیت
این روستا در دهستان پنجک‌رستاق قرار دارد و براساس سرشماری مرکز آمار ایران در سال ۱۳۸۵، جمعیت آن ۱۹ نفر (۵خانوار) بوده‌است. مردم ساروس از قومیت طبری هستند. مردم ساروس به زبان طبری و گویش کجوری سخن می‌گویند.